# Hôn nhân cùng giới ở Tiểu bang México
Hôn nhân cùng giới ở Tiểu bang México hợp pháp từ 2 tháng 11, 2022. Vào 11 tháng 10, 2022, nghị viện ở Tiểu bang Mexico bầu 50–16 với bảy phiếu trắng thông qua quyết định hợp pháp hóa hôn nhân cùng giới. Nó được công bố vào ngày 1 tháng 11, 2022, và có hiệu lực từ ngày hôm sau. Tiểu bang Mexico là bang thứ ba cuối cùng ở México hợp pháp hóa hôn nhân cùng giới.

## Lịch sử pháp lí
| Đảng chính trị                     | Thành viên | Có | Không | Trắng | Trống |
| ---------------------------------- | ---------- | -- | ----- | ----- | ----- |
| National Regeneration Movement     | 29         | 29 |       |       |       |
| Institutional Revolutionary Party  | 23         | 5  | 16    | 2     |       |
| National Action Party              | 11         | 4  |       | 5     | 2     |
| Party of the Democratic Revolution | 3          | 3  |       |       |       |
| Labor Party                        | 3          | 3  |       |       |       |
| Ecologist Green Party of Mexico    | 2          | 2  |       |       |       |
| Citizens' Movement                 | 2          | 2  |       |       |       |
| New Alliance Party                 | 2          | 2  |       |       |       |
| Total                              | 75         | 50 | 16    | 7     | 2     |